# نعومي بايدن
ناعومي كينغ بايدن (من مواليد 21 ديسمبر 1993) محامية أمريكية. وهي الابنة الكبرى لهنتر بايدن وكاثلين بوهلي وحفيدة الرئيس الأمريكي جو بايدن. نشأت في واشنطن العاصمة، والتحقت بجامعة بنسلفانيا وكلية الحقوق بجامعة كولومبيا. تعمل كمساعدة في مكتب أرنولد وبورتر للمحاماة.
ولكونها جزءًا من العائلة الأولى للولايات المتحدة، عاشت ناعومي في البيت الأبيض مع جدها وجدتها جيل بايدن من أغسطس 2022 حتى مارس 2023. ورافقتهم في زيارات رسمية إلى الصين والبرازيل وتركيا ونيوزيلندا وترينيداد وتوباغو عندما كانا يشغلان منصبي نائب الرئيس والسيدة الثانية.
في نوفمبر 2022، أصبحت أول حفيدة لرئيس تتزوج في البيت الأبيض. ووفقا للجمعية التاريخية للبيت الأبيض، كان حفل زفاف ناعومي هو الأول الذي يقام في الحديقة الجنوبية.